# Quách Đắc Thắng
Quách Đắc Thắng (Kwok Tak-seng, 1911- 1990, huân chương OBE) là tỷ phú, doanh nhân thời Hồng Kông thuộc Anh, một trong những người sáng lập Tập đoàn Sun Hung Kai Properties tại Hồng Kông.

## Tiểu sử
Nguyên quán tại Thạch Kỳ, Trung Sơn, Quảng Đông, Quách Đắc Thắng được sinh ra tại Ma Cao, lớn lên tại Thạch Kỳ, gia đình kinh doanh cửa hàng tạp hóa, bán buôn v.v.
Trong cuộc xâm lược Trung Quốc của Nhật Bản, ông đã trốn sang Hồng Kông cùng gia đình. Sau khi giải phóng Hồng Kông, cửa hàng tạp hóa Hồng Hưng Hiệp Ký (鴻興合記) đã được mở tại Thuyên Loan, Hồng Kông, vận hành bán buôn tạp hóa và nguyên liệu công nghiệp; sau đó mở rộng và đổi tên thành Cửa hàng bán sỉ tạp hoá Hồng Xương (鴻昌百貨批發商行), chuyên bán buôn hàng hóa nước ngoài, công ty đã hoạt động kinh doanh xuất nhập khẩu tại Hồng Kông, Macao và thậm chí cả Đông Nam Á được biết đến là "Vua tạp hoá đồ ngoại" (洋雜大王).

## Sự nghiệp
Được thành lập vào năm 1952, Công ty Xuất nhập khẩu Hồng Xương đã tham gia vào việc bán buôn hàng hóa nước ngoài. Ông có một tầm nhìn độc đáo và thấy sự thịnh vượng của ngành may mặc tại Hồng Kông vào thời điểm đó. Ông cũng thành công trong việc làm đại lý độc quyền của thương hiệu phéc-mơ-tuya YKK Nhật Bản tại Hồng Kông và công việc kinh doanh rất thịnh vượng.
Năm 1958, Quách Đắc Thắng, Lý Triệu Cơ và Phùng Cảnh Hy (馮景禧) cùng nhau thành lập Công ty xí nghiệp Thủy Nghiệp (永業企業公司) hoạt động trong lĩnh vực bất động sản.
Năm 1963, ba người đã đầu tư tổng cộng 1 triệu đô la Hồng Kông để thành lập Công ty Sun Hung Kai. Khi Quách Đắc Thắng qua đời vào năm 1990, giá trị thị trường của Sun Hung Kai Properties đạt 25,4 tỷ đô la Hồng Kông, tăng gấp 62 lần so với lần ra mắt ban đầu.

## Qua đời
Vào lúc 11:23 sáng ngày 30 tháng 10 năm 1990, Quách Đắc Thắng qua đời vì một cơn đau tim tại Bệnh viện Dưỡng Hòa (Hồng Kông). Ông qua đời tại nhà tang lễ ở Hồng Kông vào ngày 5 tháng 11  và được chôn cất tại nghĩa trang Vĩnh Viễn Hoa Nhân Tướng Quân Áo (將軍澳華人永遠墳場).